# Autoflagellazione
L'autoflagellazione è una pratica auto-punitiva cruenta consistente nel colpire ripetutamente il proprio corpo con uno strumento chiamato flagello, allo scopo di provare dolore, presente in alcuni rituali ascetici o in pratiche sessuali masochistiche.
Il termine deriva dal greco autos (di se stesso) e dal latino flagellare (colpire con violenza).
Era di fatto comune, nel corso del Medioevo, tra le persone facenti parte del clero o tra i fedeli, infliggersi dolore per rafforzare lo spirito e la vita interiore.
Nel corso del XIII secolo, l'autoflagellazione collettiva compiuta dalle confraternite dei Disciplinati era chiamata Devozione.
In Italia a livello di tradizione risulta ancora praticata in ambiti limitati, legati prevalentemente a confraternite i cui membri, in occasione di particolari festività religiose, sfilano in processione flagellandosi. Nell'islam shiita vi sono manifestazioni in cui i fedeli si praticano tagli di machete (alla testa o al corpo) per ricordare il martirio di ʿAlī ibn Abī Ṭālib.